# Tomáš Goder
Tomáš Goder (Desná, 4 settembre 1974) è un ex saltatore con gli sci ceco.
Prima della dissoluzione della Cecoslovacchia (1992) ha gareggiato per la nazionale cecoslovacca.

## Biografia
In Coppa del Mondo esordì il 23 marzo 1991 a Planica (55°) e ottenne come migliori piazzamenti vari quarti posti.
In carriera prese parte a un'edizione dei Giochi olimpici invernali, Albertville 1992 (48° nel trampolino normale, 20° nel trampolino lungo, 3° nella gara a squadre), e a due dei Mondiali di volo (4° a Harrachov 1992 il miglior piazzamento).

## Palmarès

### Olimpiadi
- 1 medaglia:
  - 1 bronzo (gara a squadre ad Albertville 1992)

### Mondiali juniores
- 2 medaglie:
  - 2 argenti (trampolino normale, gara a squadre a Reit im Winkl 1991)

### Coppa del Mondo
- Miglior piazzamento in classifica generale: 21º nel 1992